# Квіткокол великий
Квіткокол великий (Diglossa major) — вид горобцеподібних птахів родини саякових (Thraupidae). Мешкає на Гвіанському нагір'ї.

## Опис
Довжина птаха становить 16,5-17,3 см, вага 17,5-26 г. Хвіст відносно довгий. Верхня частина тіла темно-синювато-сіра, нижня частина тіла дещо світліша. На обличчі чорна "маска", голова, верхня частина спини і плечі поцятковані сріблясто-синіми смужками. Крила і хвіст чорнуваті з вузькими світлими краями, нижні покривні пера хвоста охристо-рудувато-коричневі. Очі карі або темно-червонувато-карі, лапи чорні, дзьоб блідий, синювато-сірий, товстий біля основи, на кінці гачкуватий. Виду не притаманний статевий диморфізм. Молоді птахи мають переважно темно-коричневе або сіро-коричневе забарвлення, верхня частина тіла у них поцяткована білуватими смужками.

## Підвиди
Виділяють чотири підвиди:

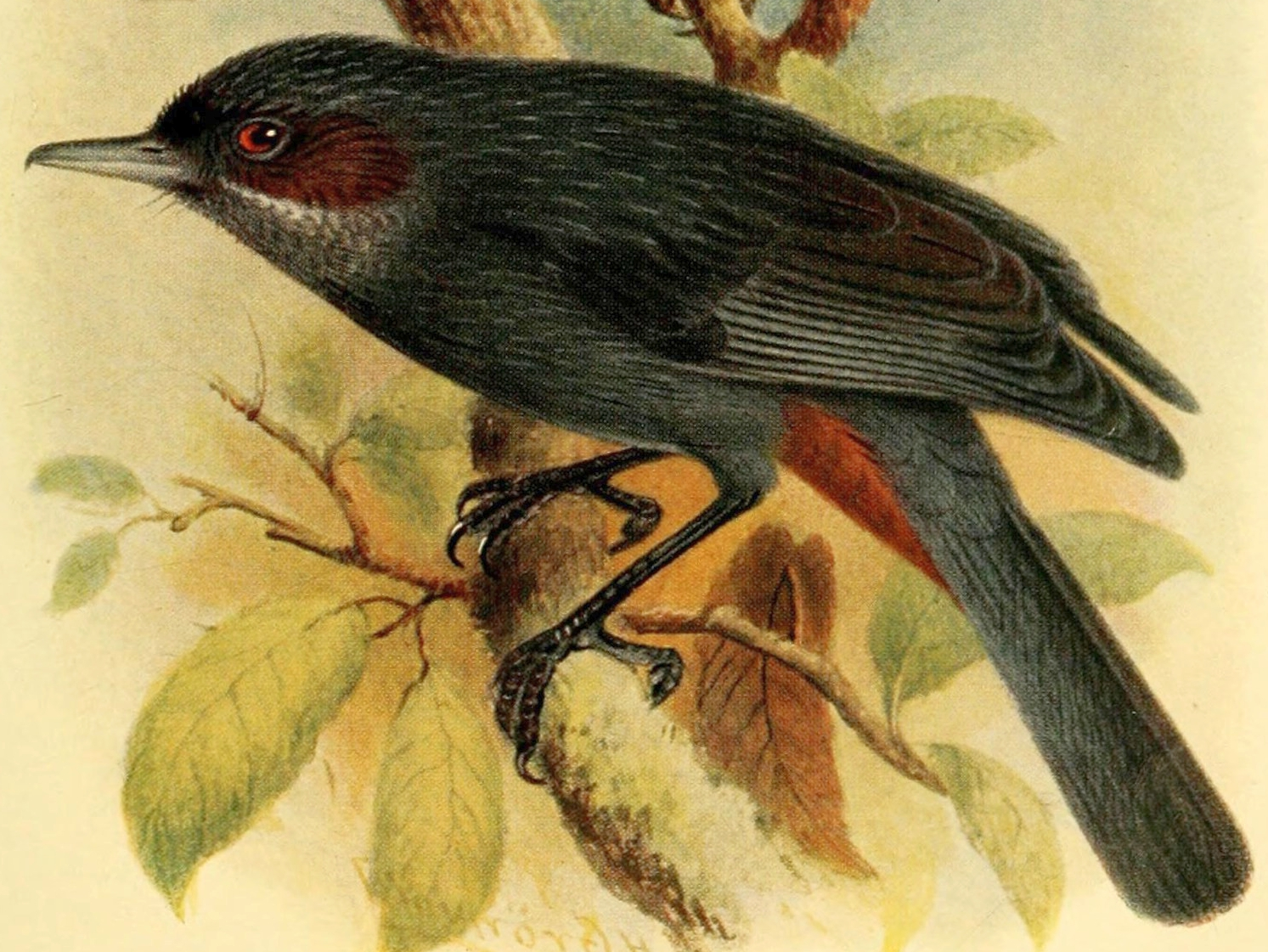
Великий квіткокол

- D. m. gilliardi Chapman, 1939 — Ауянтепуй (південно-східна Венесуела);
- D. m. disjuncta Zimmer, JT & Phelps, 1944 — тепуї на заході Гран-Сабани;
- D. m. chimantae Phelps & Phelps Jr, 1947 — тепуй Хіманта[en] (південно-східна Венесуела);
- D. m. major Cabanis, 1849 — тепуї Рорайма, Уеї[en] і Кукенан[en].

## Поширення й екологія
Великі квіткоколи мешкають на південному сході Венесуели та в сусідніх районах північної Бразилії і західної Гаяни. Вони живуть у вологих гірських і хмарних тропічних лісах, у високогірних чагарникових заростях та на високогірних луках. Зустрічаються поодинці або парами, на висоті від 1300 до 2800 м над рівнем моря. Не приєднуються до змішаних зграй птахів. Живляться нектаром і комахами. Гніздо чашоподібне, робиться з трави і моху.